# Roberto Oste
Roberto Luis Oste (né le 26 mai 1970 à Río Cuarto en Argentine) est un footballeur argentin qui évoluait au poste d'attaquant, avant de devenir ensuite entraîneur.

## Biographie

### Carrière de joueur
Roberto Oste joue en Argentine, en Équateur, et au Pérou.
Il dispute huit matchs en Copa Libertadores, inscrivant cinq buts.
Il se classe meilleur buteur de la deuxième division argentine en 1991, inscrivant 24 buts avec l'équipe du Defensa y Justicia.
Il inscrit au cours de sa carrière en Argentine un total de 11 buts en première division et 104 buts en deuxième division.

## Palmarès
| Defensa y Justicia - Championnat d'Argentine D2 : - Meilleur buteur : 1990-91 (24 buts). |  | Emelec - Championnat d'Équateur (1) : - Champion : 1993. |  | Huracán de Corrientes - Championnat d'Argentine D2 (1) : - Champion : 1995 (Ouverture). |

 Talleres
- Championnat d'Argentine D2 (1) :
  - Champion : 1997-98.